# Africalpe intrusa
Africalpe intrusa är en fjärilsart som beskrevs av Kruger 1939. Africalpe intrusa ingår i släktet Africalpe och familjen nattflyn. Inga underarter finns listade i Catalogue of Life.